# Erioptera (Meterioptera) insignis
Erioptera (Meterioptera) insignis is een tweevleugelige uit de familie steltmuggen (Limoniidae). De soort komt voor in het Palearctisch en Oriëntaals gebied.